# Otto von Emmich
Albert Theodor Otto Emmich (sinds 1913 von Emmich) (Minden, 4 augustus 1848 - Hannover, 22 december 1915) was een Pruisische generaal.
Emmich werd geboren in Minden en betrad het Pruisische Leger in 1866. Hij verkreeg de rang van generaal van de infanterie in 1909, en werd aan het hoofd geplaatst van het 10e legerkorps te Hannover. Emmich werd tot de adelstand verheven in 1913. Tijdens de begindagen van de Eerste Wereldoorlog in Europa in 1914 belegerde hij Luik, dat hij binnenviel op 7 augustus 1914.
De Slag om Luik begon kort na de ochtend van 5 augustus, toen het Duitse bombardement op de oostelijke Belgische forten begon. Dit betekent dat dit, chronologisch gezien, de eerste veldslag was die plaatsvond tijdens de Eerste Wereldoorlog, doordat hij kort voor de Slag bij Mulhouse begon. De Duitse troepen moesten zich ingraven en zware artillerie gebruiken.
In 1915 stierf Emmich aan slagaderverharding in Hannover.

## Militaire loopbaan
- Fahnenjunker: 3 juli 1866
- Leutnant: 8 februari 1868[2]
- Oberleutenant: 14 december 1870 - 14 december 1871[2]
- Hauptmann: 13 januari 1880[2]
- Major: 18 augustus 1889[2]
- Oberstleutnant: 13 mei 1895[2]
- Oberst: 18 mei 1901 - 17 juni 1891[2]
- Generalmajor: 18 mei 1901[2]
- Generalleutnant: 15 februari 1905 - 14 februari 1905[2]
- General der Infanterie: 29 mei 1909[2]

## Onderscheidingen
- Grootkruis in de Orde van de Rode Adelaar
- Kroonorder, 1e klasse
- IJzeren Kruis 1870, 2e klasse[2]
- Pour le Mérite op 7 augustus 1914, samen met Erich Ludendorff voor het innemen van Luik[2][3]
  - Eikenloof bij zijn Pour le Mérite op 14 mei 1915[2][3]
- Adel stand verheven in 1913

## Galerij

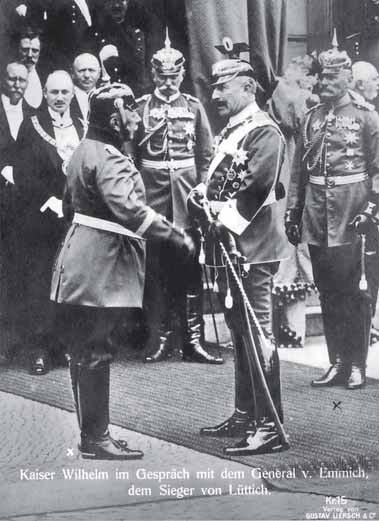
Keizer Willem in gesprek met Otto von Emmich (20 juni 1913)